# 6次産業
6次産業（ろくじさんぎょう）とは、農業や水産業などの第一次産業が食品加工・流通販売にも業務展開している経営形態を表す。農業経済学者の今村奈良臣が提唱した造語。また、このような経営の多角化を6次産業化と呼ぶ。ちなみに、6次産業という名称は、農業本来の第一次産業だけでなく、他の第二次・第三次産業を取り込むことから、第一次産業の1と第二次産業の2、第三次産業の3を足し算すると「6」になることをもじった造語であり、6番目という意味ではない。

## 概要
農業・漁業は第一次産業に分類され、農畜産物、水産物の生産を行うものとされている。
だが、6次産業は、農畜産物、水産物の生産だけでなく、食品加工（第二次産業）、流通、販売（第三次産業）にも農業従事者が総合的に関わることによって、加工賃や流通マージンなど第二次・第三次産業の事業者が得ていた[売上・利益]を、農業者自身が得ることによって農業経営体の所得を向上させようというものである。
第二次産業・第三次産業が得ていた［売上・利益］に［付加価値］を付けて、農業のブランド化、消費者への直接販売、レストランの経営などを推奨している。
第一次産業に付加価値をつけて高度化を目指すという観点では、1.5次産業化に類似しているが、6次産業は加工、流通を複合化させるという視点がより、明確である。
「農業経営体の経営の多角化をする。」をキーワードとして推奨されている。
ただ、農業所得の低迷を農業従事者のみで解消させようとする、政策放棄とも呼ばれている。